# Казка Аркадій Васильович
Арка́дій Васи́льович Ка́зка (нар. 11 (23) вересня 1890, Седнів, Чернігівська губернія, Російська імперія — 23 листопада 1929, Одеса, Українська РСР, СРСР) — український поет, перекладач, педагог.

## Життєпис

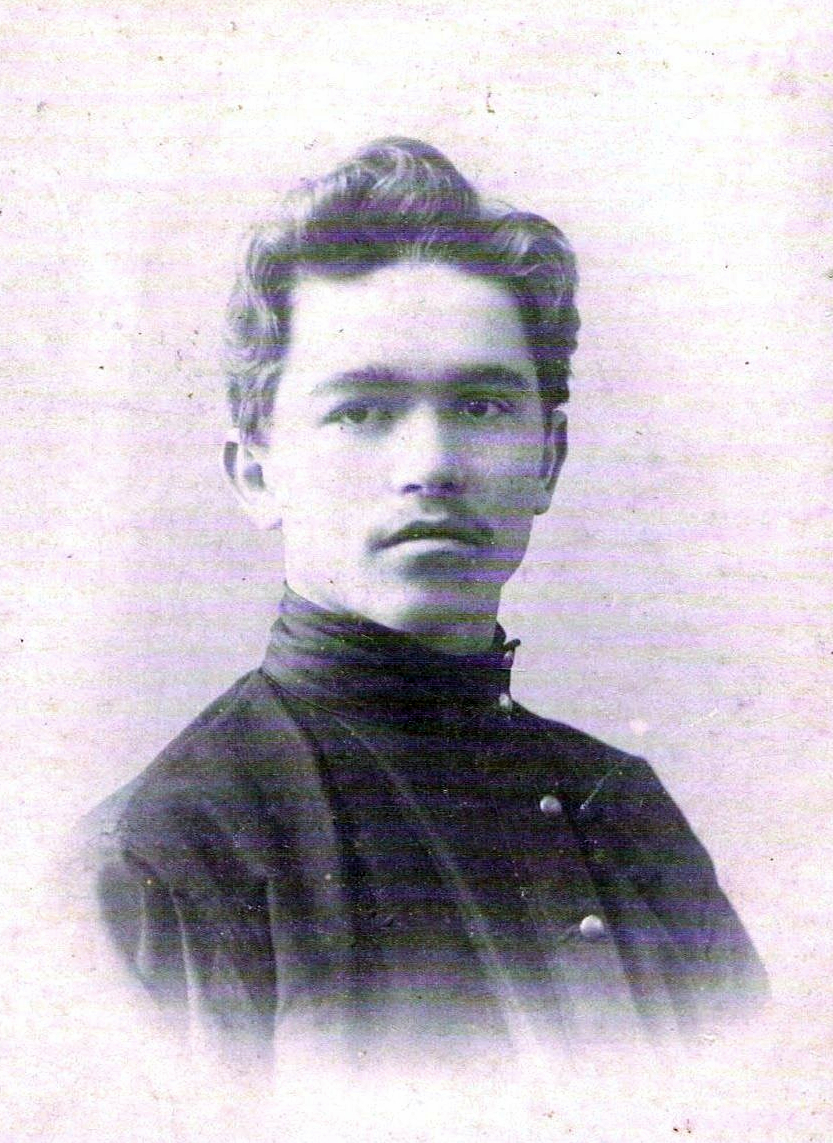
Аркадій Казка у Чернігові, 1910 р.

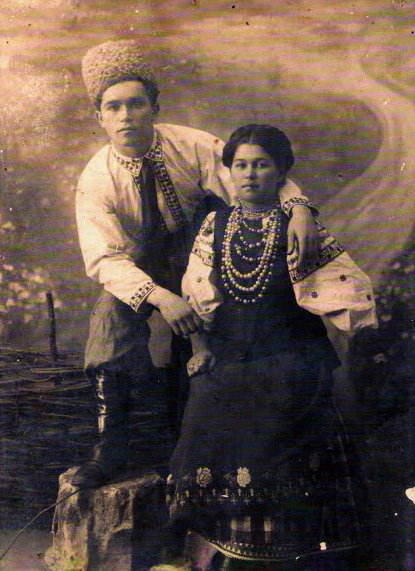
Аркадій Казка з сестрою

Аркадій Васильович Казка народився 11 вересня 1890 року в українському містечку Седнів, що на той час входило до складу Чернігівської губернії Російської імперії у багатодітній (три сини і чотири доньки) родині сільського шевця. Його батько — Василь Кіндратович — походив із козацького роду, мати — Єфросинія Андріївна — з селянської родини.
Закінчив Чернігівське реальне училище. Під час навчання заприязнився з поетом Павлом Тичиною, з яким мешкав у монастирському гуртожитку, разом співав у церковному хорі, відвідував славнозвісні «суботи» Михайла Коцюбинського.
У серпні 1914 року в Спаському соборі в Чернігові, майбутній український письменник Аркадій Казка за дорученням майбутнього знаного поета та політика Василя Елланського склав присягу на вірність Братства самостійників у юнака-гімназиста Романа Бжеського.
За спогадами Романа Бжеського: 
| Аркадій Казка … був назверх спокійний, замріяний юнак, говорив спокійно, м’яким і зрівноваженим тоном і мав надзвичайно лагідну і приємну усмішку. Значно пізніше, коли я ближче познайомився з братчиками, я чув, як його звали «солодка казочка». |
Навчався в Київському комерційному інституті, не закінчив через нестатки. Повернувся до Чернігова, працював креслярем у земській управі. Згодом учителював у селах Київщини, Дніпропетровщини, в Одесі. Викладав співи та українську мову.
Вночі 10 вересня 1929 року Казку заарештовано у справі СВУ, відправлено в одеську в'язницю. Поводився на допитах гідно, нікого не обмовив (крім того, послідовно використовував українську мову). Доведений слідчим НКВД Григоренком до самогубства (23 листопада повісився, за іншими даними — убитий в камері слідчого відділу НКВД СРСР). Матеріали слідства в архівах знищені, порушувати кримінальну справу відносно смерті Казки в нинішній Україні відмовилися (1997).
Поет був реабілітований 27 листопада 1997 року, коли Чернігівська обласна прокуратура скасувала постанову одеських чекістів. Питання щодо відкриття справи про доведення до самогубства (а, можливо, й про вбивство) взагалі не виникало.

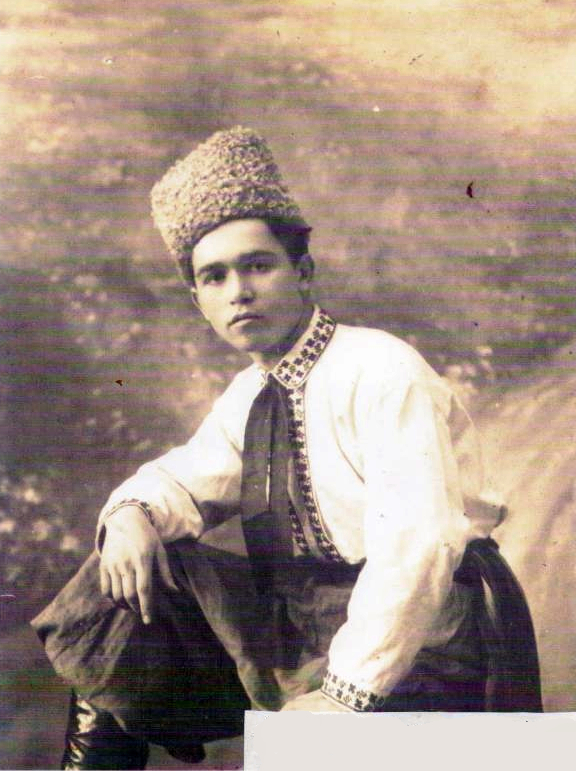
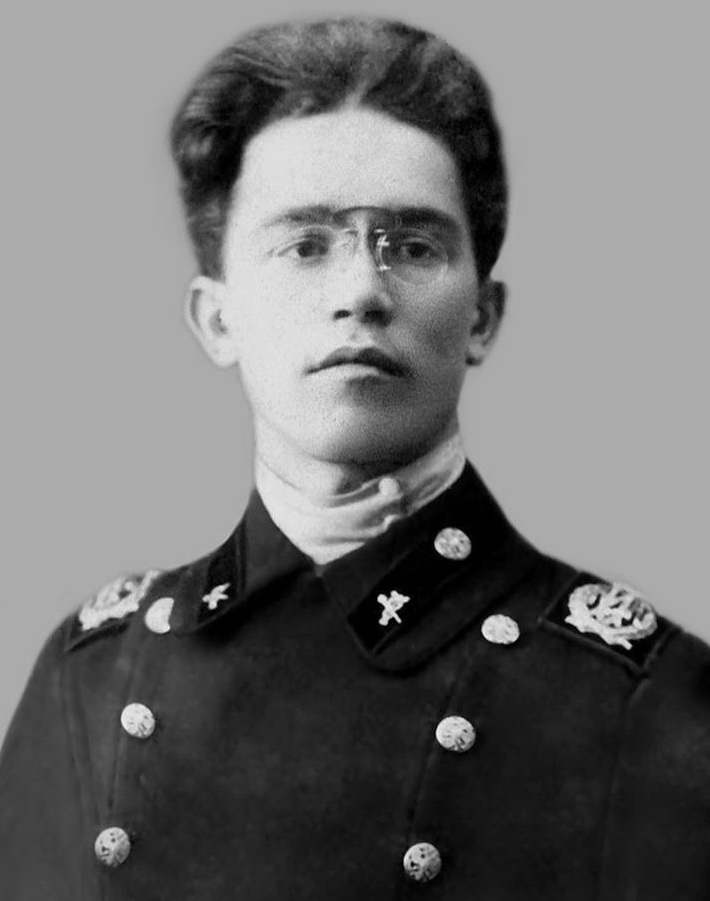
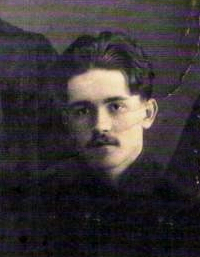

## Творчість

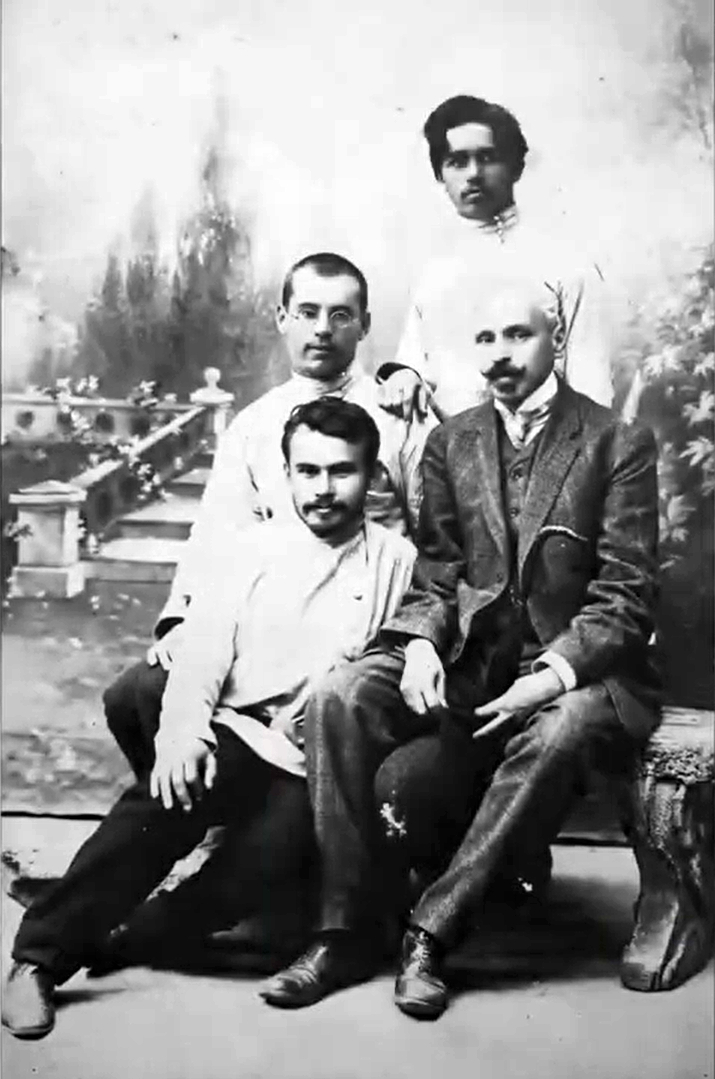
Аркадій Казка (стоїть) зі своїми друзями (Микола Саєнко, Сергій Устименко) та Михайлом Коцюбинським

Ще до 1917 перекладав із західноєвропейських, російської літератури. В УСРР власні вірші і поеми друкував у журналах «Літературно-науковий вісник», «Нова громада», «Плуг».
На початку 20-х років підготував рукописну збірку поезій «Сумливе», яку подарував Григорієві Верьовці. З листа до Тичини (11 лютого 1925) видно, що Казка готував до видання збірку «Розірване намисто», а в листі до свого учня Василя Мисика писав про підготовку збірки «Васильки».
Літературознавець Тетяна Студентова (Миколаїв) пише: "Поезія А. Казки — це поезія пошуку себе і свого місця в літературі. Автор постає перед майстром усталених, вироблених часом канонічних форм: газель, рондо, гекзаметр, терцет, тріолет, — в яких продовжує найкращі традиції українські класики (П. Куліш, І. Франко, Л. Українка, Г. Чупринка та інші) . Автор з легкістю імпровізує в межах силабо-тоніки і виводить свої оригінальні строфи. Так у авторській строфіці утверджується сонет-акростих, вінок сонетів із магістралом, в якому використані елементи діалогу та ін. Окрім згаданого сонету-акростиху " Буря «, поет успішно опановує французький, італійський, англійський сонети, і дещо модифікує їх, оперуючи більшими строфічними блоками — октава та секстина (або катрен + дистих). …А. Казка ввів одним із перших в українські сонет арії таку складну надстрофічну конструкцію як вінок сонетів („Аргонавти“, 1918), до нього М. Жук вперше його запровадив у тому ж 1918 році. …Творчій манері А. Казки властиві важкі „залізні“ ритми, які зумовлюють певну „прозаїзацію“ мови і монументальність віршів. Особливості ритміки поета найяскравіше проявилися у пізніх поемах „Великдень“ (1925), „Стежка“ (1926—1927), „Сон старого кобзаря“ (1927—1928), „Він іде“ (1928—1929), які й досі цікаві своїми відкриттями у фоніці.
Однією із провідних тем творчості А. Казки є теми самотності й дороги, які він антропоморфізує, тобто матеріалізує їх, переносячи з площини абстракції в щоденне буття [2, с. 56].
Окремого розгляду вимагає вінок сонетів „Аргонавти“ [2, с. 65—74], система образів якого тісно переплітається з символікою твору. Образи-символи мають глибоко фольклорне коріння.
А. Казка користується багатою палітрою кольорів для виразно-чуттєвої передачі зображуваного. Кольористика визначає механізм образної типографії поезії А. Казки, для якого характерна концепція синій — червоний, які становлять діаметрально протилежні символи. Згодом спостерігається кардинальне зміщення кольору багрянцю з апокаліптичних заграв на символ „благої вісті“ [2, с. 134—139]. Така заміна семантики не лишень в колористиці, а й загалом у образній системі, є наслідком зміни суспільних позицій А. Казки. Трактуючи біблійні заповіді згідно з „вимогами часу“, поет забуває, що „для нової істини немає більшої шкоди, ніж старі омани“ [3, с. 347], а звідси й інерція мислення та образів.»

## Посмертна доля

Пам'ятник Аркадію Казці у селищі Седнів, скульптор О. Хівренко

Видати збірку свого друга мріяв Павло Тичина на початку 1960-х років. Хоча й тоді ім'я Казки, як і всіх убитих у справі СВУ, були під забороною. Проте 1965 у збірнику «День поезії» В. Мисик (а не Тичина) опублікував низку творів свого вчителя.
1989 у видавництві «Радянський письменник» вийшла книжка К. «Васильки» (упорядкування і вступна стаття С. Тельнюка). Там подано оригінальні вірші, поеми, листи до Павла Тичини та Лідії Папарук, переклади з І. Буніна, В. Маяковського, В. Мюллера, Г. Стефані.
Архів Казки загинув під час Другої світової війни.

## Особисте життя

### Тичина і Казка
Тичина, який називав Казку «дивовижно совісним і щирим поетом», засвідчив, що дружба з цією людиною дала йому безмірно багато. У зв'язку з трагічною смертю А. Казки у в'язничній камері він писав до дружини Лідії Петрівни: «Так не повелося йому в житті (…) І таланту не розвинув. І світу білого не випив». Ця сумна сентенція звучить болісно й символічно.
П. Тичина болісно відреагував на смерть А. Казки, відтак написав поему «Похорон друга», яку оприлюднив аж 1943 р., яка була сприйнята за сучасно написаний твір.

### Родина
Дружина — Анна Павлівна.
Син — Левко.